# ساكسونيا
سكسونيا أو صكصونيا أو صَاقِسُ أو ساكسونيا (بالألمانية: Sachsen؛ وتُلفظ زَكْسِن) هي ولاية ألمانية اتحادية حبيسة تحد ولايات براندنبورغ وسَكسونيا أنهالت وتورينغن وبافاريا وتقع على الحدود مع بولندا (محافظتي سيليزيا السفلى ولوبوسكي) ومع جمهورية التشيك في أقاليم كارلوفي فاري وليبيريتس وأوستي ناد لابم. كانت قبل الوحدة الألمانية إحدى أهم ولايات جمهورية ألمانيا الديمقراطية. عاصمتها درسدن وأكبر مدنها لايبزيغ.
تعد سَكسونيا عاشر أكبر ولايات ألمانيا مساحةً، حيث تبلغ مساحتها 18,413 كيلومتر مربع، وهي سادس أكبر الولايات سكانًا، إذ بلغ عدد سكانها أكثر من 4 ملايين نسمة عام 2015.
يمتد تاريخ ولاية سَكسونيا على مدى أكثر من ألفية، فقد كانت دوقية خلال العصور الوسطى وانتخابية خلال عهد الإمبراطورية الرومانية المقدسة ومملكة وأقامت جمهورية مرتان.
لا يجوز الخلط ما بين أراضي ولاية سَكسونيا الحديثة وبين سَكسونيا القديمة وهي الأراضي التي قطنتها قبائل الساكسون. تشكل سَكسونيا القديمة اليوم كل من سَكسونيا السفلى وسَكسونيا أنهالت والقسم الوستفالي من ولاية شمال الراين-وستفاليا.

## الجغرافيا
تقع سَكسونيا في شرق ألمانيا. لها حدود مشتركة مع بولندا وجمهورية التشيك. كما يحد الولاية كل من براندنبورغ، سكسونيا-أنهالت وتورنغن.
أهم المرتفعات بالولاية هم جبال إرز وجبال زيتاو ومرتفعات سويسرا الساكسونية. أهم وأعرض والنهر الوحيد الصالح للملاحة هو الالبه.

## التقسيم الإداري وأهم المدن

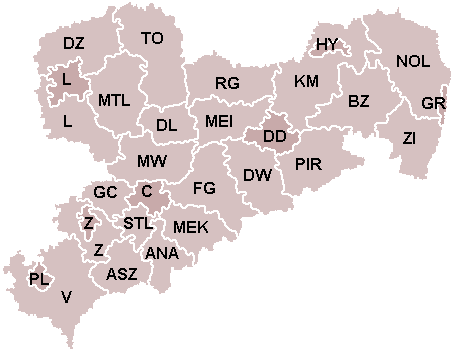
المقاطعات في ولاية سَكسونيا

تقسم الولاية إلى ثلاثة مناطق إدارية (Regierungsbezirke) والتي تقسم بدورها إلى : 22 مقاطعة ريفية (Landkreise) و 7 مقاطعات مدنية (kreisfreie Städte).
المناطق الإدارية الثلاث في ولاية سَكسونيا هي :
- دريسدن
- كمنيتس
- لايبزيغ

### أكبر المدن
يوضح الجدول الآتي أكبر مدن سَكسونيا وفقاً لتقدير يعود إلى 31 ديسمبر عام 2015.
يجدر الإشارة إلى أن لايبزيغ يمكن إضافتها إلى مدينة هاله لتشكلان منطقة حضرية يطلق عليها «تجمع لايبزيغ/هاله». وتقع مدينة هاله في ولاية سَكسونيا أنهالت على الحدود مع سَكسونيا. وتتشارك لايبزيغ نظاماً للقطارات ومطاراً مع هاله.
| الترتيب | المدينة | عدد السكان |
| ------- | ------- | ---------- |
| 1       | لايبزيغ | 560,472    |
| 2       | درسدن   | 543,825    |
| 3       | كيمنتس  | 248,645    |
| 4       | تسفيكاو | 91,123     |
| 5       | بلاوين  | 65,201     |
| 6       | غورليتس | 55,255     |
| 7       | فرايبرغ | 41,641     |
| 8       | باوتسن  | 39,845     |
| 9       | فرايتال | 39,734     |
| 10      | بيرنا   | 38,010     |

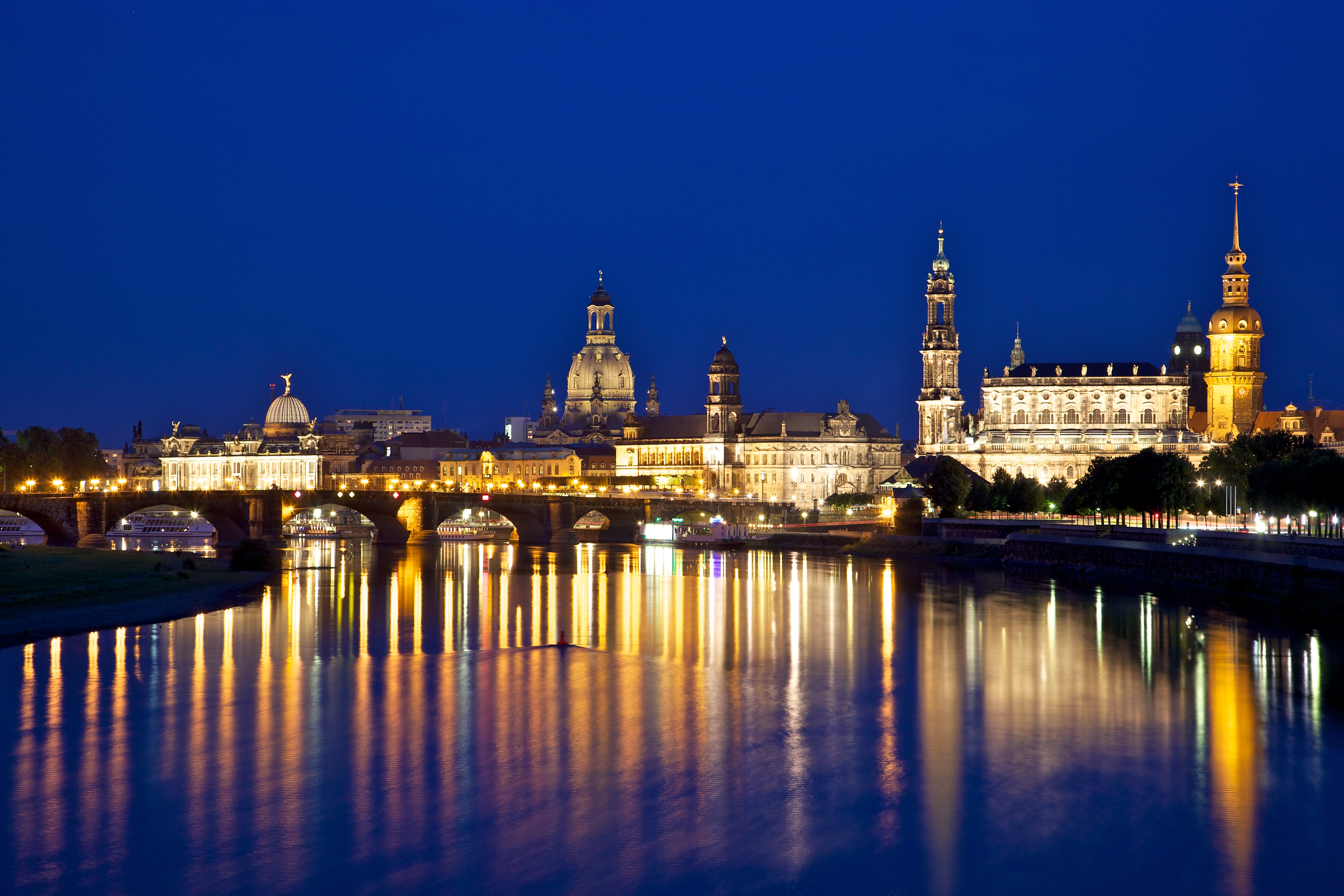
عاصمة الولاية درسدن
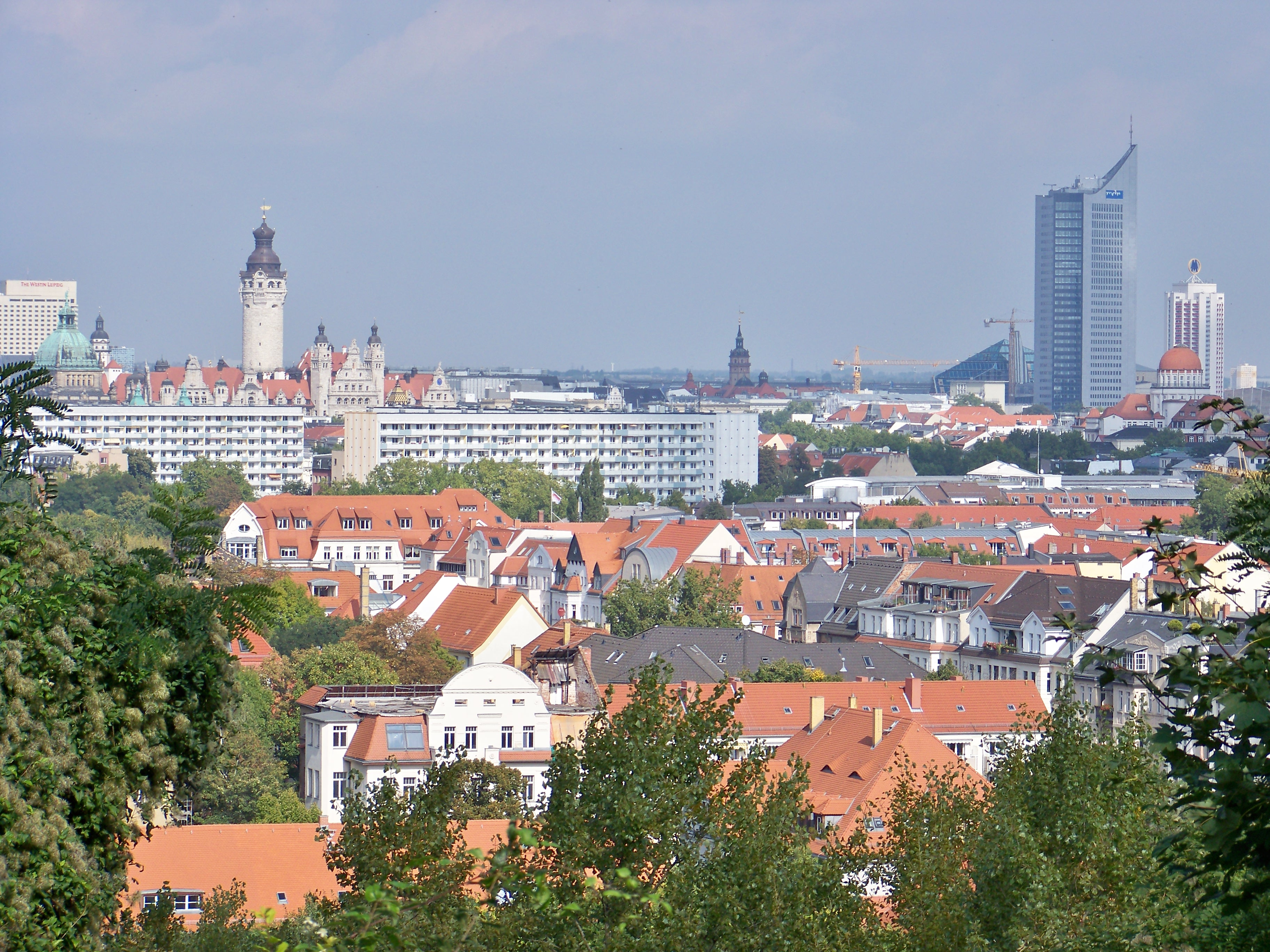
مشهد لوسط مدينة لايبزيغ
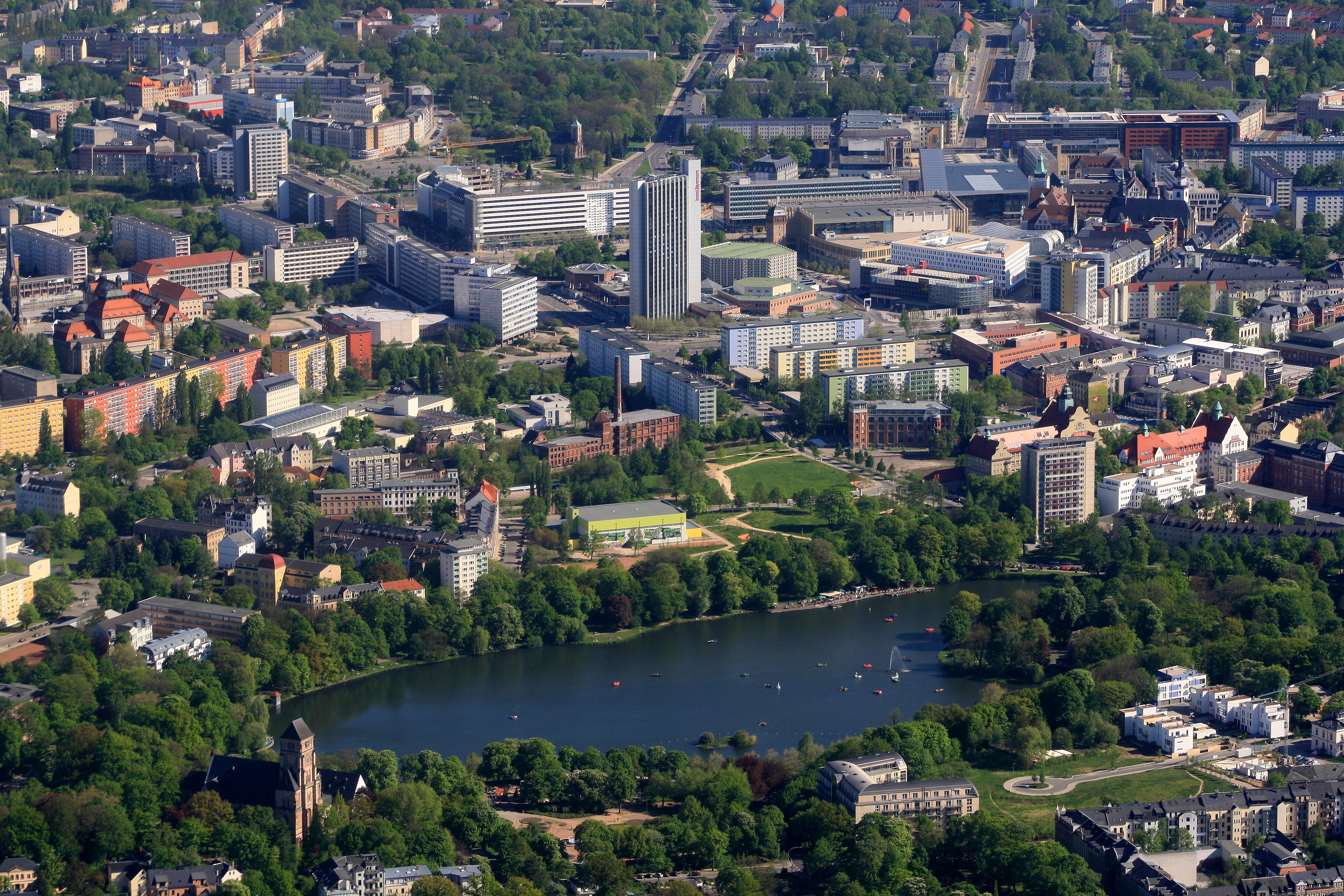
مشهد جوي لمدينة كيمنتس
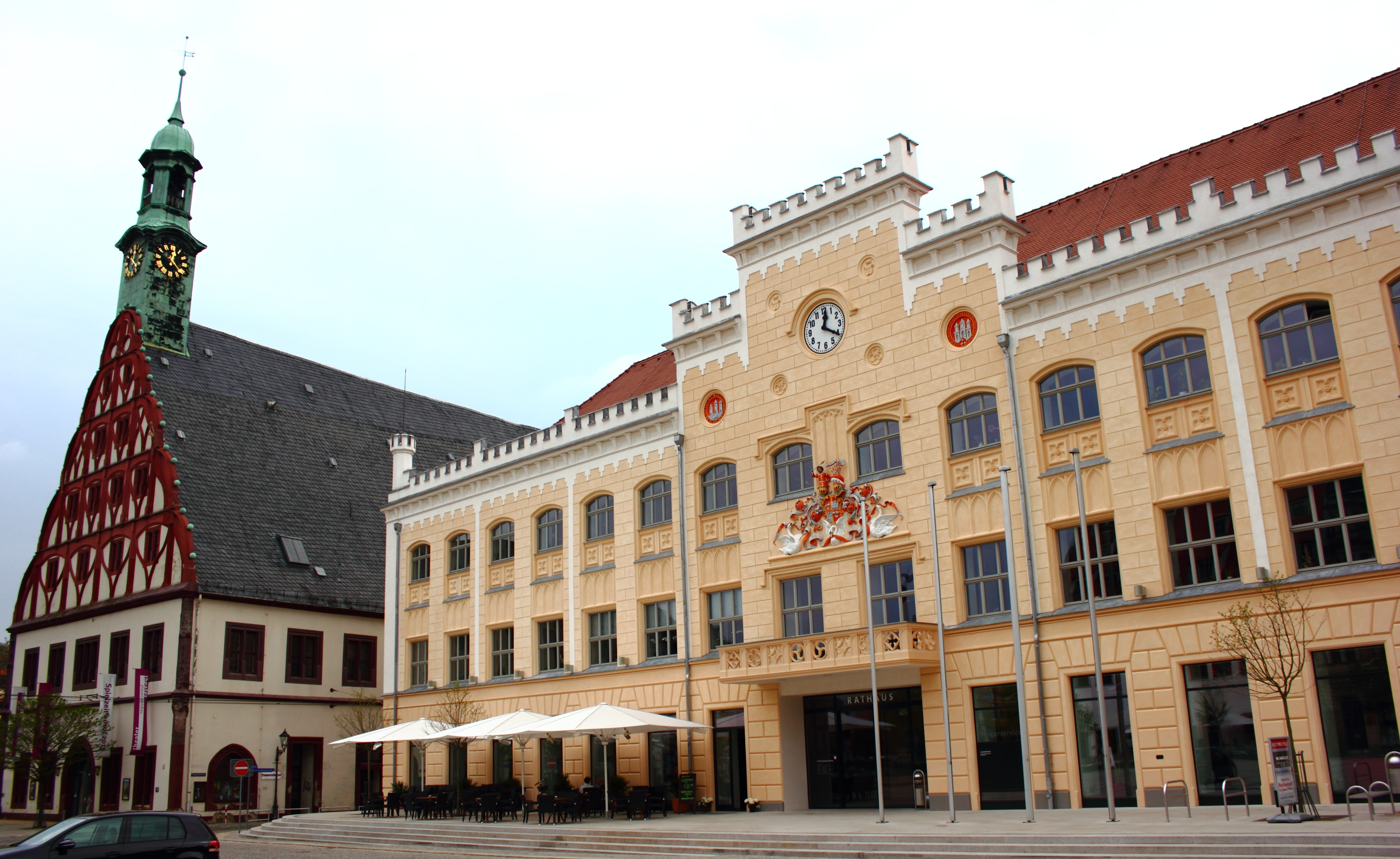
السوق الرئيسي في تسفيكاو
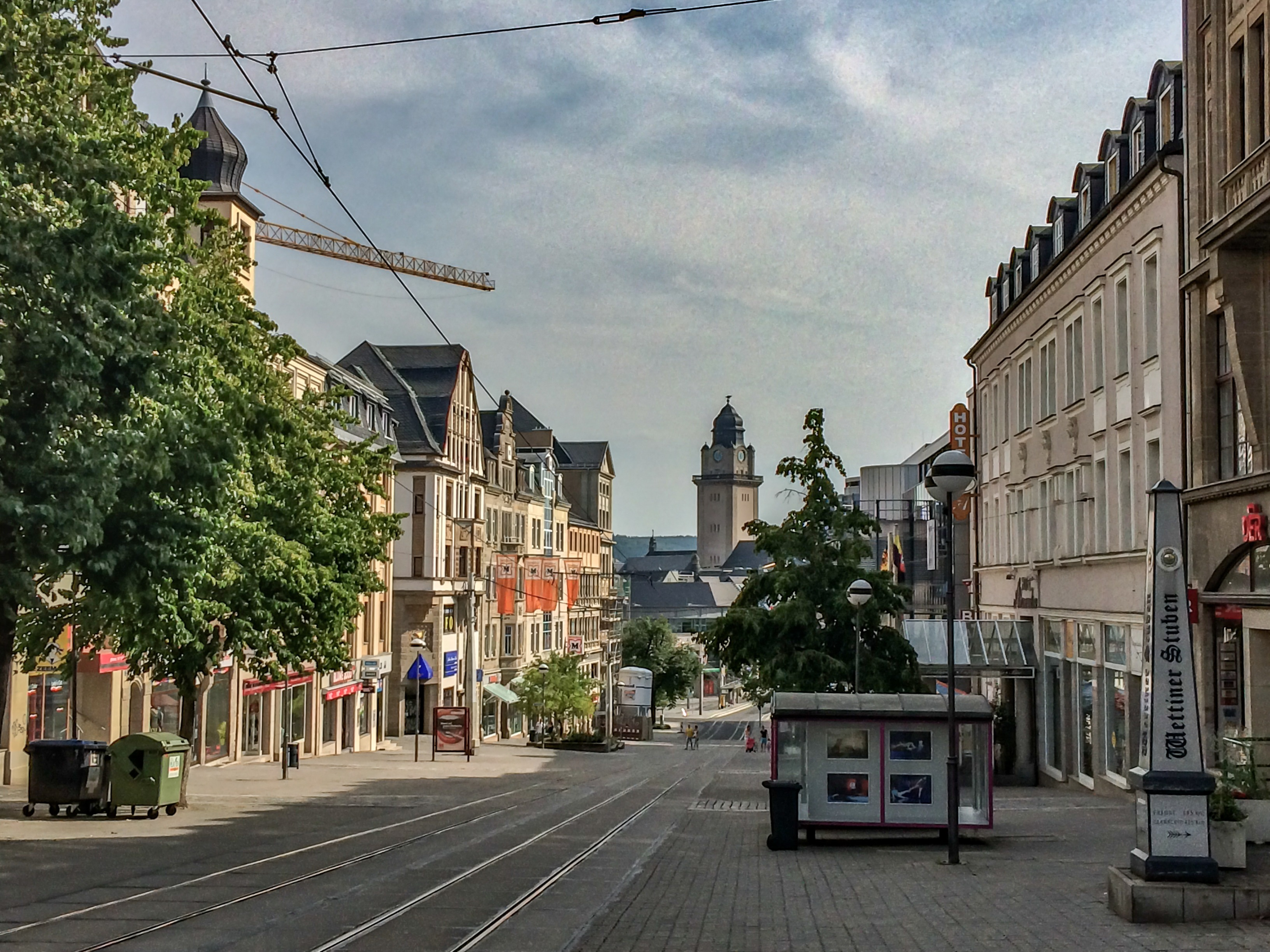
مركز مدينة بلاوين
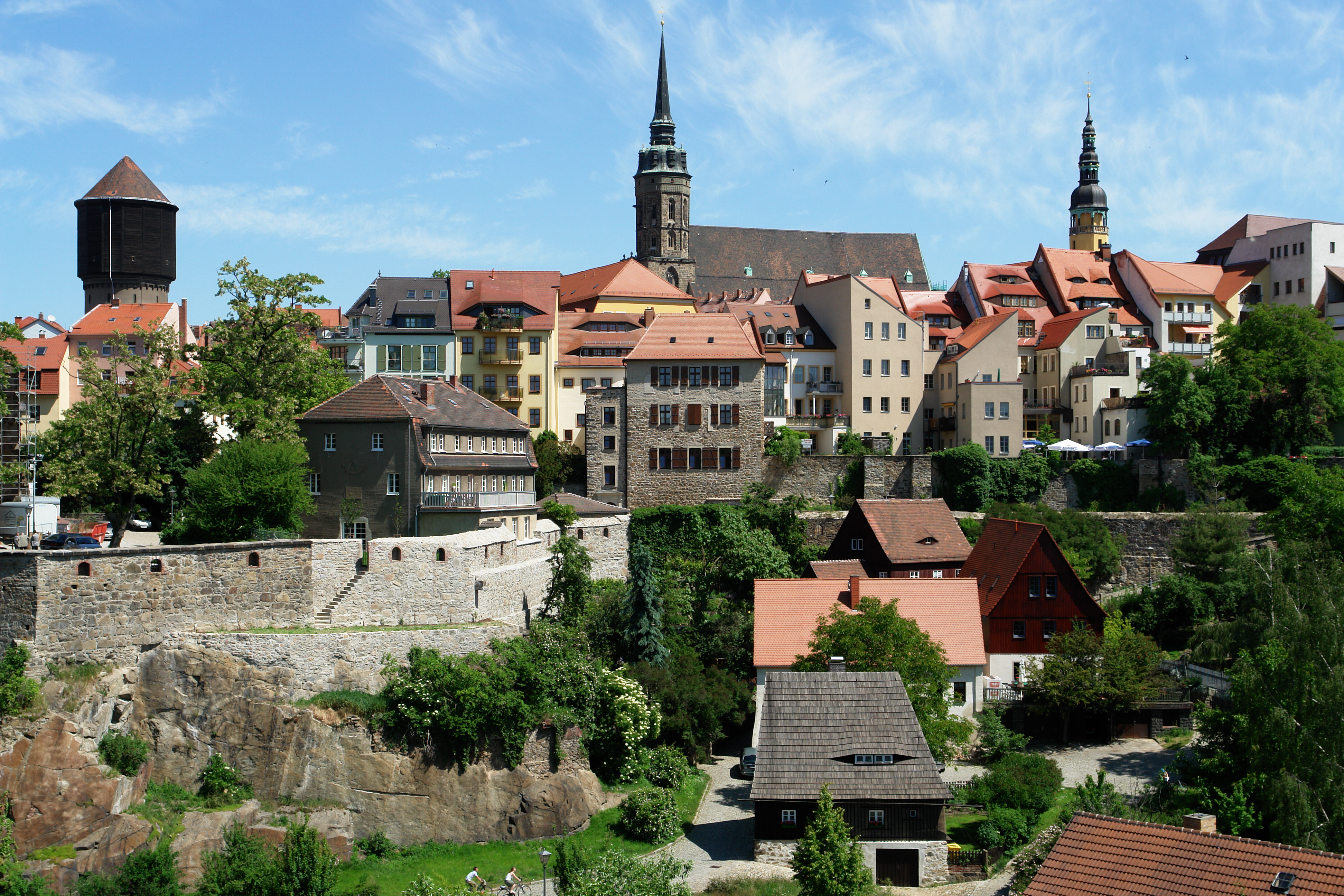
باوتسن

## الاقتصاد
يتميز اقتصاد سَكسونيا بقطاع صناعي قوي في مجالات صناعة المركبات وبناء الآلات وإنناج المعادن والإلكترونيات الدقيقة. حيث يحتل اقتصادها المرتبة الثانية بعد سَكسونيا أنهالت كأكثر اقتصادات ولايات جمهورية ألمانيا الشرقية السابقة حيويةً. وصلت نسبة النمو الاقتصادي سنة 2010 إلى 1.9%. ولكن تبقى البطالة أعلى من المعدل الوطني.
تستمر الحكومة الألمانية ببناء البنية التحتية في الولاية. ويوجد مطارات دولية بلايبزغ ودريسدن.

## التركيبة السكانية
إن عدد سكان سَكسونيا في انخفاض منذ عام 1950، وهي نزعة كانت قد تسارعت خُطاها عقب إعادة توحيد البلاد عام 1990. اقتصر التزايد السكاني خلال السنوات الماضية على مدينتي درسدن ولايبزيغ وبعض البلدات في مناطقها النائية. يوضح الجدول الآتي عدد سكان سَكسونيا منذ عام 1905:
| السنة | عدد السكان |
| ----- | ---------- |
| 1905  | 4,508,601  |
| 1946  | 5,558,566  |
| 1950  | 5,682,802  |
| 1964  | 5,463,571  |
| 1970  | 5,419,187  |
| 1981  | 5,152,857  |
| 1990  | 4,775,914  |
| 1995  | 4,566,603  |
| 2000  | 4,425.581  |

| السنة | عدد السكان |
| ----- | ---------- |
| 2001  | 4,384,192  |
| 2002  | 4,349,059  |
| 2003  | 4,321,437  |
| 2004  | 4,296,284  |
| 2005  | 4,273,754  |
| 2006  | 4,249,774  |
| 2007  | 4,220,200  |
| 2008  | 4,192,801  |
| 2009  | 4,168,732  |

| السنة | عدد السكان |
| ----- | ---------- |
| 2010  | 4,149,477  |
| 2011  | 4,054,182  |
| 2012  | 4,050,204  |
| 2013  | 4,046,385  |

بلغ متوسط عدد الأطفال لكل امرأة في سَكسونيا 1.49 عام 2010، وهو أعلى معدل تسجله ولاية ألمانية. وبغلت قيمة المعدل 1.57 عام 2014. سجلت مقاطعة باوتسن أعلى معدل على مستوى الولاية عند 1.77، في حين سجلت لايبزيغ أقل معدلات الولاية عند 1.49. تبلغ نسبة الولادات في درسدن 1.58، وهي الأعلى بالنسبة لمدن ألمانيا التي يزيد عدد سكانها عن 500,000 نسمة.

## الثقافة

### الدين
كانت ولاية سَكسونيا منذ حقبة الإصلاح البروتستانتي ذات غالبية بروتستانتية لوثرية، وكان حكامها لوثريون بصورة تقليدية، ولكن كان ملوكها حصرياً روماناً كاثوليك، وذلك منذ عهد أغسطس الثاني القوي الذي تحتم عليه اعتناق الكاثوليكية عام 1697 لكي يصبح ملك بولندا. توزعت نسبة معتنقي الأديان عام 1925 على النحو الآتي: البروتستانت (90.3%)، والكاثوليك (3.6%)، واليهود (0.4%)، وفئات دينية أخرى (5.7%).

### اللغات
اللهجة الساكسونية إحدى أشهر اللهجات باللغة الألمانية.
وما زالت الصوربية العليا وهي لغة سلافية تنتشر في عدة مناطق من لوساتيا العليا.

### التعليم
يوجد في الولاية أربع جامعات كبيرة وخمسة للعلوم التطبيقية. تعد جامعة دريسدن التقانية المؤسسة عام 1828 إحدى أعرق جامعات ألمانيا.

## السياحة
تشتهر سَكسونيا بكونها وجهة للسائحين. حيث تعد درسدن ولايبزيغ من أكثر المدن الألمانية زيارةً. كما تجذب جبال لوساتيا وجبال الخام وسويسرا الساكسونية وغيرها من المناطق المتاخمة للحدود التشيكية كثيراً من السياح، معظمهم ألمان. كما يوجد بولاية سَكسونيا العديد من البلدات التاريخية القديمة مثل مايسن وفرايبرغ وبيرنا وباوتسن وغورليتس.

## وصلات خارجية
- البوابة الحكومية الرسمية (بالألمانية)

- معلومات جغرافية متعلقة بساكسونيا على خريطة الشارع المفتوح